# Ottappalam
Ottappalam (Malayalam ഒറ്റപ്പാലം; auch Ottapalam) ist eine Stadt (Municipality) im Bundesstaat Kerala in Indien.
Die Stadt liegt im Distrikt Palakkad am rechten Flussufer der Bharathapuzha. Ottappalam liegt 30 km westlich der Distrikthauptstadt Palakkad sowie 50 km vom Meer entfernt auf einer Höhe von 29 m.
Ottappalam liegt an der Bahnstrecke Kozhikode–Palakkad.
Beim Zensus 2011 hatte die Stadt 53.792 Einwohner.

## Söhne des Ortes
- V. P. Menon (1894–1966), Beamter
- Subramaniam Narayan (1934–2021), Fußballtorwart
- Shivshankar Menon (* 1949), Politiker